# Københavns Rådhus
 For alternative betydninger, se Københavns Rådhus (flertydig). (Se også artikler, som begynder med Københavns Rådhus)
|  | Sammenskrivningsforslag Artiklen Rådhuspandekage er foreslået føjet ind i Københavns Rådhus. (Siden januar 2024) Diskutér forslaget |

Københavns Rådhus ligger på Rådhuspladsen i København.
Det er tegnet af arkitekten Martin Nyrop, som var inspireret af Rådhuset i Siena, Italien. Han vandt en konkurrence, og rådhuset blev opført fra 1892 til 1905. Rådhuset blev indviet den 12. september 1905. Murermestre var H.O. Rasmussen og Olaus Mynster. Københavns Rådhus er nationalromantikkens hovedværk i Danmark.
Rådhuset domineres af den imponerende facade, den gyldne statue af Absalon lige over balkonen og det høje slanke tårn. Rådhustårnet er en af de højeste bygninger i København (105,6 m), og lyden af det store tårnurs klokker høres hver dag kl. 12:00 i Danmarks Radio (DR) – samt hver nytårsaften kl. 00:00.
Transmissionen kl. 12:00 i DR blev fra den 8. februar 2003 erstattet af en båndoptagelse.
Omkring hallen findes borgerrepræsentationens mødesal, Københavns Stadsarkiv, bryllupssalen og kommunens festsal.
I midten af rådhuset findes Rådhushaven, der er offentlig tilgængelig fra H.C. Andersens Boulevard i sommerperioden. Denne afløste en have langs hele rådhusets facade mod daværende Vester Boulevard, der forsvandt i begyndelsen af 1950'erne, da boulevarden blev omlagt i forbindelse med den nye Langebro, da også boulevarden fik navn efter digteren.
Glasmosaikken over indgangsdøren, som viser Københavns byvåben, er skænket og udført af glarmester August Duvier. Underskriftens datoer er dels for udstedelsen af Københavns privilegier (24. juni 1661), dels for rådhusets indvielse
Rådhuset indeholder Jens Olsens Verdensur.

## Historie
Før Københavns Rådhus flyttede til Rådhuspladsen, lå det forskellige steder. Københavns første rådhus lå ved Gammeltorv. Det andet rådhus er den nuværende Bispegård på hjørnet af Nørregade og Studiestræde, som blev overtaget af Københavns Universitet i 1479. Det tredje rådhus lå ved Gammeltorv/Nytorv fra ca. 1479 til det nedbrændte i 1728 under Københavns brand.
Det fjerde rådhus blev bygget i 1728 og var tegnet af J.C. Ernst og J.C. Krieger. På Gammeltorv ses, hvor de to rådhuse stod, da de er markeret med fliser, hvor deres fundamenter lå. Det fjerde rådhus brændte i 1795.
Først i 1815 blev det femte opført på Nytorv med både rådhus og domhus. Denne bygning står stadig og huser i dag Københavns Byret. Det fungerede som rådhus til 1903.

## Rådhusets disposition
Set fra Rådhuspladsen består rådhuset af tre tværstillede bygningskroppe, forbundet af to langsgående ved Vester Voldgade og H.C. Andersens Boulevard. Mellem de tre tværstillede bygninger ligger den overdækkede Rådhushal og Rådhushaven.
Rådhustårnet er placeret i langsiden mod Vester Voldgade, ud for den midterste tværbygning. Duetårnet er i den modstående længdefløj ved H.C. Andersens Boulevard. Foran rådhuset er en forplads inden selve Rådhuspladsen og langs H.C. Andersens Boulevard et grønt areal som var en større have ved Vestre Boulevard.
Rådhuset står via tunneler i forbindelse med et kedelhus bag brandstationen og Vartov. Den sidste er blændet.

## Galleri
- Detaljerne på facaden
- Rådhustårnet set fra Rådhuspladsen
- Detaljerne på facaden set fra Rådhushaven
- Absalon statuen
- Tårnuret på rådhustårnet
- Rådhushaven
- Interiør
- Luftbillede, med omkringliggende bygninger
- Rådhuset tæt ved midnatstid, april 2022.

## Reference
1. ↑  "ARKITEKTUR: af Lise Laursen" (PDF). Arkiveret fra originalen (PDF) 12. juni 2007. Hentet 14. oktober 2009.

55°40′32″N 12°34′11″Ø / 55.67556°N 12.56972°Ø